# Ервін Неєр
Ервін Неєр (нім. Erwin Neher; нар. 20 березня 1944, Ландсберг-на-Леху, Німеччина) — німецький біофізик, член Геттінгенської академії наук, лауреат Нобелівської премії з фізіології і медицини 1991 року за розробку методу локальної фіксації потенціалу.